# Farkas Imre (orvos)
Bánegyházi Farkas Imre (Kiskunhalas, 1837. március 6. – Kiskunhalas, 1920. november 19.) orvos, tanár, polihisztor, országgyűlési képviselő.

## Élete
A bánegyházi Farkas család leszármazottja volt, akiknek Kiskunhalas környékén jelentős birtokai voltak. Szülei a Kiskunhalason lakó bánegyházi Farkas Mihály (1809-1900) és Búza Zsuzsanna (1813-1896) voltak. A középiskola első négy osztályát a halasi református gimnáziumban végezte, majd Nagykőrösön Arany János tanítványaként érettségizett 1855-ben. 1861-ben orvosi diplomát szerzett. 1864-től a kiskunhalasi református gimnázium francia, latin és magyar szakos tanárává nevezték ki. Nevéhez fűződik a főgimnázium önképzőkörének vezetése. 1867-68 között az intézmény igazgatója volt. 1878-ban visszavonult birtokaira gazdálkodni. Az 1886. évi országgyűlési választáson a Függetlenségi és 48-as Párt jelöltjeként szerzett mandátumot. A következő választáson alulmaradt a saját pártja által indított Kolozsváry Kiss Istvánnal szemben. A későbbiekben a halasi takarékpénztár elnökévé választották, emellett évtizedeken át az Úri Kaszinó elnöke, és a református egyházközség főgondnoka volt. 1896-ban megválasztották a Függetlenségi és 48-as Párt halasi szervezete elnökévé. 83 éves korában szülővárosában hunyt el.